# Frontodexia lutea
Frontodexia lutea là một loài ruồi trong họ Tachinidae.